# Forteresse royale de Chinon
Cet article concerne le château de Chinon. Pour la ville, voir Chinon. Pour le vin, voir Chinon (AOC).
Ne doit pas être confondu avec Château-Chinon (ville).
La forteresse royale de Chinon, ensemble composé de trois châteaux : fort du Coudray, château du Milieu, et fort Saint-Georges,
se situe sur la commune française de Chinon dans le département d'Indre-et-Loire, en région Centre-Val de Loire.

## Localisation
La forteresse est construite sur un éperon rocheux dominant la Vienne, à une quinzaine de kilomètres de son confluent avec la Loire, et la ville de Chinon, dans le département français d'Indre-et-Loire. Cette position stratégique lui permettait de s’assurer le contrôle du passage sur la Vienne, affluent de la Loire. Le bourg s’est développé en contrebas, sur la rive.

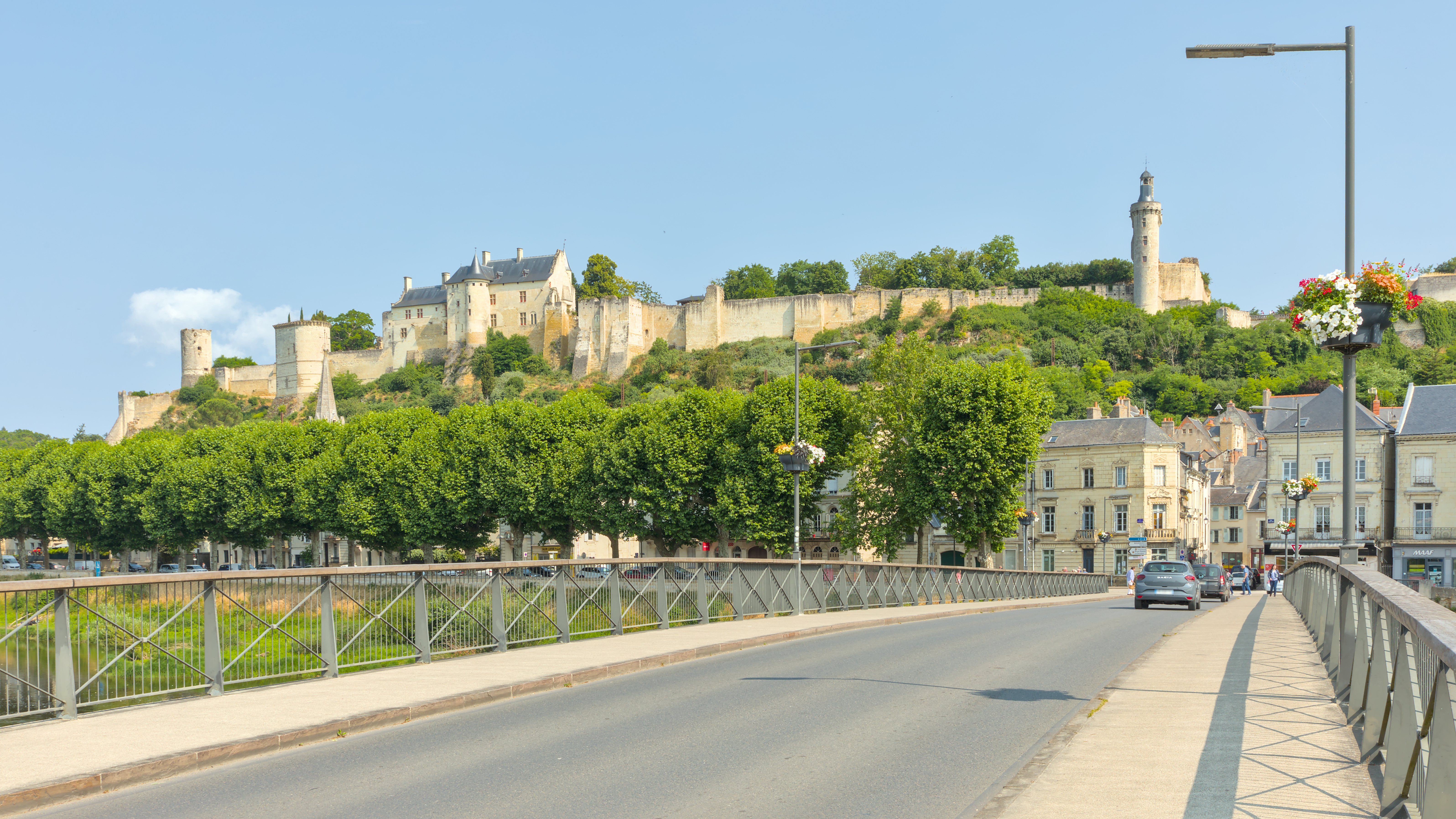
Vue depuis le pont Aliénor-d'Aquitaine.

Petit à petit, l’espace a été structuré en trois parties distinctes, que les rois ont appelé leurs « trois châteaux », et qui figurent de manière stylisée sous la forme de trois tours sur les armoiries de la ville.
Ainsi, d’ouest en est, l’éperon est barré par une série de fossés — des douves sèches — creusés à l'instigation de Philippe Auguste et qu'enjambaient autrefois des ponts-levis (remplacés actuellement par des ponts. Ces fossés secs séparent les trois châteaux : le fort du Coudray, le château du Milieu, et le fort Saint-Georges. Chacun des trois châteaux possède une enceinte indépendante. C’est dans le château principal, le château du Milieu, que se développent les principaux logis et le prieuré Saint-Melaine. La forteresse, qui s'étire sur 300 m de long, avait notamment pour fonction de contrôler la voie allant de Tours au Loudunais qui franchit la Vienne à cet endroit. L'agglomération s'est rangée au pied de la falaise, autour du pont.

## Historique

### Chinon à l’époque gallo-romaine
Le site de la forteresse est occupé depuis trois mille ans, comme l’ont révélé les fouilles archéologiques récentes. Il faut attendre la fin de l’époque gauloise pour connaître un peu ses habitants. Un aristocrate guerrier gaulois a érigé sa demeure à l'emplacement de l'actuel fort Saint-Georges. Les archéologues ont retrouvé le fossé carré qui lui servait d’enceinte. À l’intérieur prenaient place des maisons particulières, des bâtiments agricoles, et un espace politique et/ou culturel. Le propriétaire des lieux fut enterré juste devant, avec sa grande épée, privilège accordé par César aux vétérans de ses troupes auxiliaires indigènes. On peut la voir dans la salle d'archéologie du musée. À l’époque gallo-romaine, Chinon est déjà un petit bourg. Sur la hauteur, des constructions en pierre ou plus modestes, en torchis, se développent. Le secteur de la tombe gauloise cède progressivement la place à un petit cimetière, qui restera en usage jusqu’au Xe siècle.

### Le Bas-Empire et le haut Moyen Âge
Dans le contexte de la fin de l’Empire romain, le promontoire est fortifié et devient un castrum évoqué par l’historien Grégoire de Tours. Une muraille de 2,40 mètres d’épaisseur est construite. Pour ses fondations, de gros blocs de pierre sont récupérés sur les bâtiments antiques. Cette enceinte devait comporter une douzaine de tours. Grâce à elle, Chinon, qui faisait alors partie du royaume des Wisigoths, résiste à un siège mené par Ægidius, général romain, en 463. Le promontoire ainsi fortifié continue d’être occupé aux époques mérovingienne et carolingienne. De vastes silos enterrés et des bâtiments utilitaires de cette époque ont été retrouvés. Chinon est alors un chef-lieu de viguerie, et abrite un atelier monétaire royal aux VIIe et XIIIe siècles ; puis, de 920 à 954, la menace viking n’étant pas écartée, on y transfère celui de Tours.

### Les comtes de Blois
Le château proprement dit prend forme entre le VIe et le Xe siècle. Il comporte un logis comtal et une tour. Protégés par une enceinte séparée, ils sont localisés à l’extrémité est de l'actuel château du milieu. Cet ensemble est distinct de la basse-cour située plus à l’ouest. Elle contient les installations économiques et artisanales nécessaires au fonctionnement du château (silos, bâtiments…).
Au Xe siècle, la forteresse est tenue par les comtes de Blois, grands vassaux du duc des Francs puis du roi des Francs. Le premier et le plus puissant d’entre eux, Thibaud Ier dit « le Tricheur », vicomte depuis 941. Il fait édifier une tour en pierre en 954, avant de s'élever comte en 956 jusqu’en 974. Pour renforcer la capacité défensive du château, il l’entoure d’une enceinte propre qui l’isole du vieux castrum attesté sur le site dès le Ve siècle. Ces travaux se concentrent sur la pointe orientale de l'éperon, formant la structure de ce qui sera appelé plus tard le fort du Coudray. Au devant de son entrée se trouvaient un large plateau construit de bâtiments utilitaires et d'une chapelle placé sous le vocable de Saint-Melaine.
Alors que le château est un enjeu territorial entre les comtes de Blois et d’Anjou, des transformations importantes ont lieu dans la première moitié du XIe siècle. Pour augmenter la superficie, un rempart plus vaste est construit, et un prieuré est fondé à l’intérieur du château.

### Le premier comte d’AnjouFoulquesIV
Au Xe siècle, les comtes d’Anjou menacent fortement la puissance des comtes de Blois. Ils s’emparent de la Touraine en 1044 : le château de Chinon est cédé à Geoffroy Martel. Il meurt sans enfant en 1060. Son neveu Foulques IV lui succède. Il réussit à rétablir peu à peu son autorité sur ses vassaux particulièrement indisciplinés. C’est sans doute à Foulques IV que l’on doit l’achèvement de la nouvelle enceinte de la forteresse. Il lève notamment des impôts à cette fin, entre 1087 et 1105. À sa mort en 1109, l’Anjou atteint à peu près sa configuration définitive. Ses puissants voisins sont le roi de France, le duc d’Aquitaine et le duc de Normandie. Son petit-fils Geoffroy le Bel adoptera le surnom de Plantagenêt que conservera la dynastie et notamment son arrière-petit-fils, Henri II. C’est le début de la suprématie angevine qui durera jusqu’en 1205, date à laquelle le château sera conquis par le roi de France Philippe Auguste.
Le XIe siècle est une période d'intense construction défensives dans les domaines angevins, jalonnant leur territoire de forteresses de pierre. C'est une période charnière dans l'évolution de l'architecture castrale dans l'Ouest de la France. Plusieurs augmentations de maçonneries sur certaines tours et des portions de murailles datent encore de cette période. Le grand plateau central est progressivement fortifié, devenant l'espace central du complexe avec l'installation d'un premier logis à l'emplacement du logis royal actuel,.

### Les riches heures des Plantagenêt
Henri II Plantagenêt est désigné héritier de la couronne d'Angleterre le 6 novembre 1153 par le traité de Wallingford. Au moment où le territoire Plantagenêt atteint son apogée, il s'étend des Pyrénées à l'Écosse. Afin d'assurer l'unité de son empire nouvellement constitué, Henri II va faire de Chinon sa capitale continentale. C'est à partir de ce moment que le château va prendre les dimensions qu'on lui connaît aujourd'hui. Du mariage entre Henri II et Aliénor d'Aquitaine naîtront pas moins de huit enfants. Notons que parmi ces huit enfants se trouvent cinq héritiers mâles. Deux d’entre eux deviendront roi : Richard Cœur de Lion et Jean sans Terre. En comparaison, les amours de Louis VII apparaissent nettement moins fructueuses puisqu'il faut attendre son troisième mariage pour que naisse enfin l’héritier de la couronne de France, le prince Philippe (en 1165) surnommé Dieudonné en raison de sa venue au monde inespérée.
Henri II Plantagenêt entrepose à Chinon une partie du trésor royal. Il y séjourne fréquemment entre 1160 et 1180 et y tient pour la dernière fois sa cour de Noël en 1172, entouré de sa femme et de ses fils qui se disputent déjà son héritage territorial. En 1173, il écarte Aliénor du pouvoir et la fait enfermer dans la forteresse de Chinon, avant de l’envoyer en résidence surveillée en Angleterre. Le château de Chinon sera aussi la dernière demeure d'Henri II : abandonné de ses enfants, il meurt le 6 juillet 1189 dans la chapelle Saint-Melaine, dont une plaque au sol, au nord des logis royaux du château du Milieu, marque l'emplacement et commémore l'évènement. Puis son corps est transporté en l'abbaye de Fontevraud,.

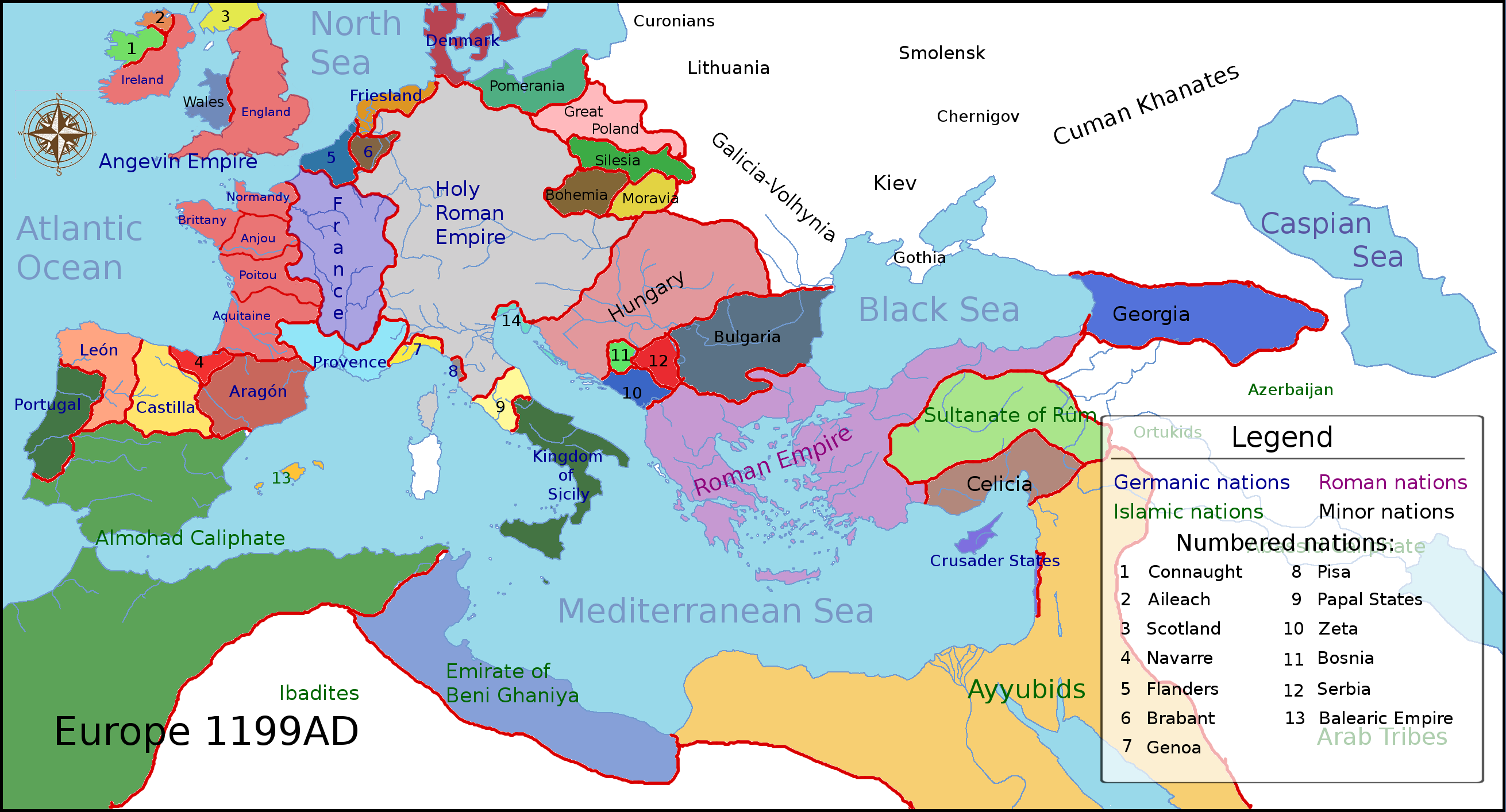
Le château de Chinon est choisi pour centre administratif de l'empire Plantagenêt à son apogée lors du règne d'Henri II.
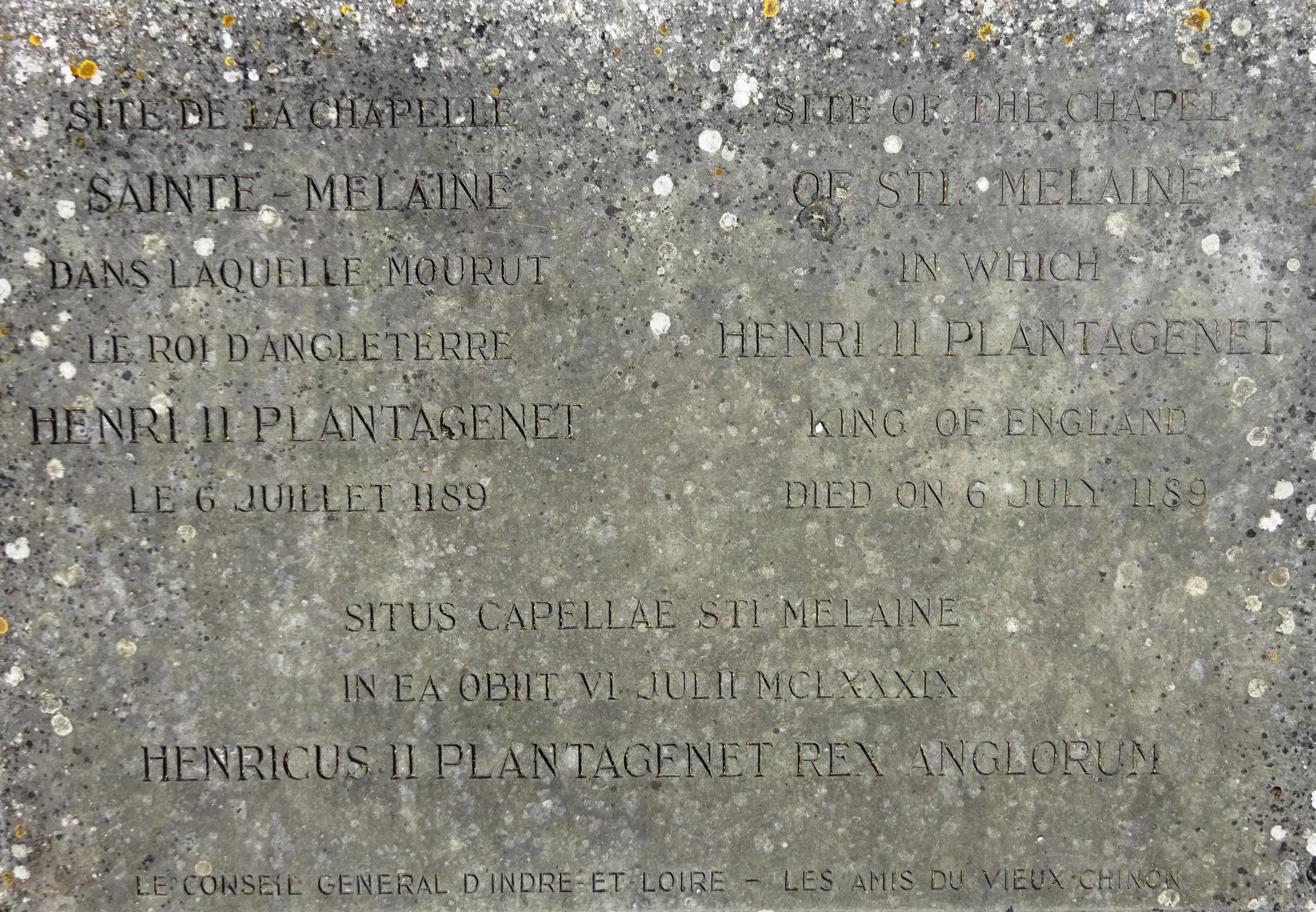
Forteresse de Chinon - Plaque au sol à l'emplacement de la chapelle Sainte [sic]-Mélaine où est mort Henri II roi d'Angleterre.

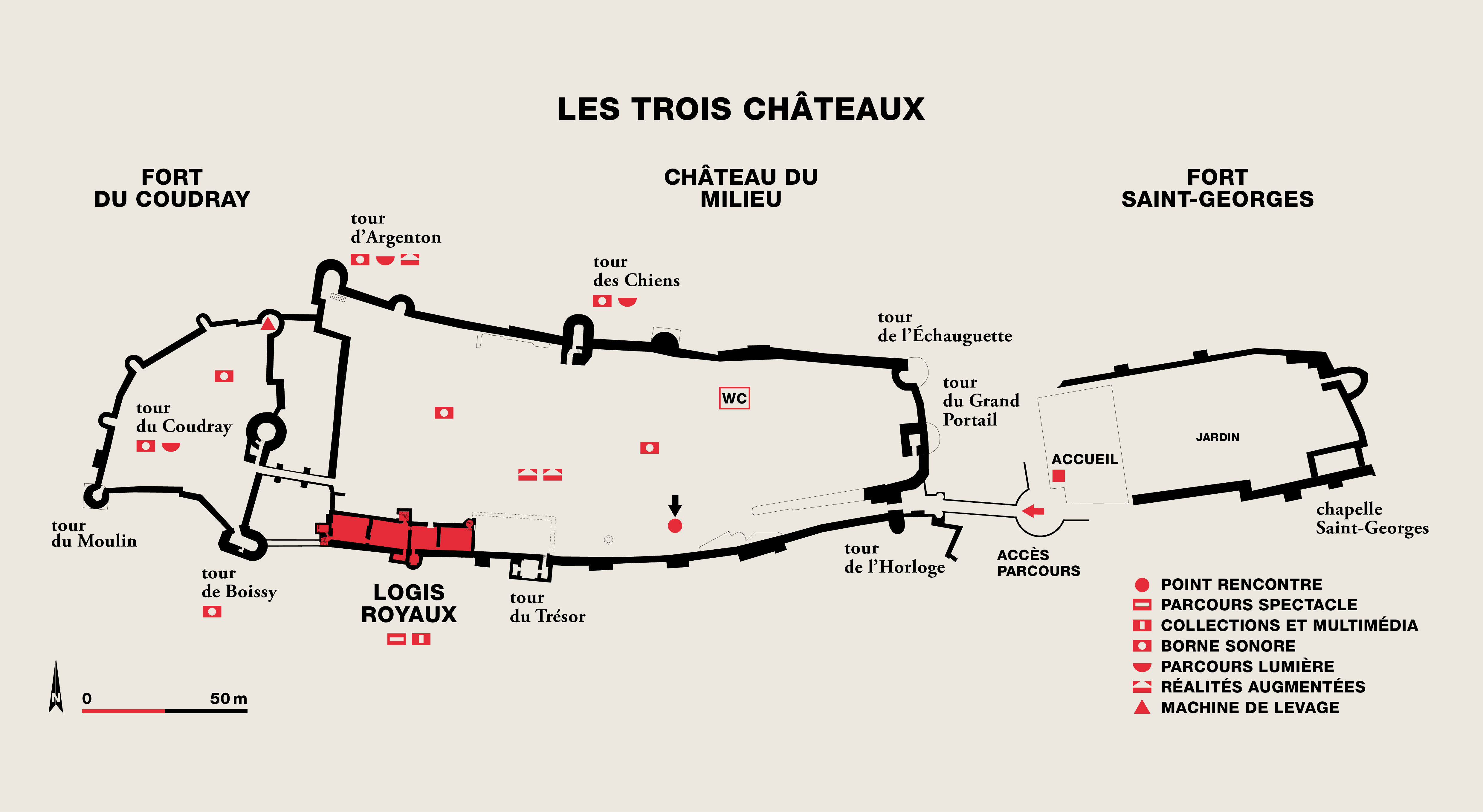
Plan de l'ensemble de la forteresse avec ses trois châteaux.

Sa grande réalisation à Chinon est la construction du fort Saint-Georges et d'un palais en son sein. Ce palais est composé de trois ailes perpendiculaires à un corps de bâtiment parallèle à la Vienne. Il possède une chapelle, dédiée à saint Georges. Cet ensemble est articulé autour de plusieurs cours. Il est protégé par une simple enceinte, sans tours, mais dans laquelle on pénètre par deux portes monumentales, à l’est et à l’ouest. Celle de l’ouest est la mieux connue. Il s’agit d’une tour-porche rectangulaire, qui se trouvait à l’emplacement de l’actuel bâtiment d’accueil du fort Saint-Georges. À cause du relief naturel, son seuil était situé quatre mètres plus bas que les bâtiments du palais, auxquels menait une rampe d’accès. Seuls les piétons et les cavaliers pouvaient emprunter ce passage, car la porte était trop étroite pour des chariots. Ce palais a été mis au jour entre 2003 et 2005 lors de fouilles archéologiques. Il n’était pas connu auparavant. C’est une découverte très importante, car il y a très peu de palais de cette époque qui sont parvenus jusqu’à nous. Les vestiges sont actuellement préservés sous un jardin. Le rempart dominant la Vienne est encore visible et a été restauré dans toute sa majesté.

### Philippe Auguste et le siège de la forteresse

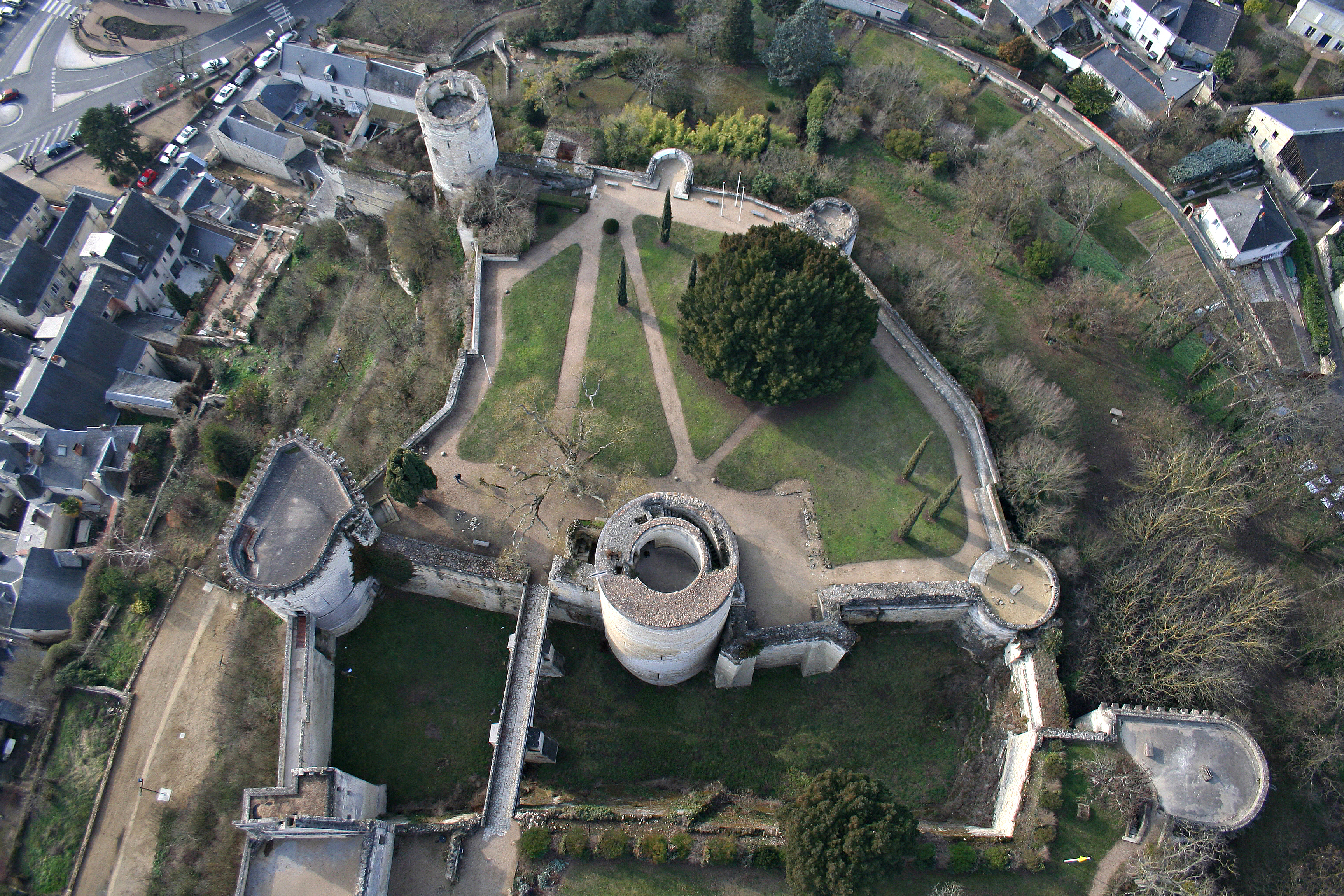
Vue aérienne du fort du Coudray.

Sacré roi du vivant de son père en 1179, Philippe Auguste s'efforce de poursuivre la politique de Louis VII en l'érigeant en véritable stratégie diplomatique ; prendre le parti du faible contre le fort. Philippe s'allie à Richard et Jean contre leur père. Après la mort de son frère Henri le Jeune, Richard devient l'héritier à la couronne d'Angleterre. Cela entraîne une réorientation des alliances de Philippe Auguste. C'est la raison pour laquelle Philippe prend désormais le parti de Geoffroy, le quatrième fils d'Henri II, contre Richard. Cependant, la mort prématurée de Geoffroy en 1186 porte un coup d'arrêt à cette stratégie. Des cinq fils d'Henri II, seuls deux sont encore en vie : Richard et Jean. Philippe n'a d'autre choix que de faire la paix avec Richard. De cette paix va naître une amitié entre les deux seigneurs qui inquiète Henri II. Philippe a tôt fait de persuader Richard que son père désire le déshériter au profit de Jean. Dans la foulée, Richard prête serment au roi de France pour les possessions continentales des Plantagenêt qu'il considère désormais comme siennes. Et c'est en alliés que Richard et Philippe s'empressent de mettre le siège devant les places encore fidèles à Henri II. Après avoir fui Le Mans, ce dernier se réfugie à Chinon, sa forteresse principale. Il meurt peu de temps après, le 6 juillet 1189. Richard devient alors le maître incontesté de l'Empire Plantagenêt.
Le nouveau roi d'Angleterre ne jouit pas longtemps de ses possessions dans la mesure où l'appel à la croisade le somme de délivrer Jérusalem de Saladin. Richard noue un pacte de non-agression avec Philippe afin qu'aucun des deux ne profite de la croisade pour faire main basse sur les possessions de l'autre. Philippe rentré en France avant Richard, rompt le pacte et se décide à passer à l'action en 1193 en attaquant Gisors et le Vexin normand.
Sur le chemin du retour, Richard est fait prisonnier par l’empereur Henri VI. Il n’est libéré qu’en 1194, contre une rançon conséquente. En son absence, c’est sa mère qui gouverne, mais elle ne peut empêcher son frère cadet de profiter de la situation. Jean s’est allié au roi de France et lui a cédé une partie des possessions continentales des Plantagenêt. À son retour, Richard est donc forcé de mener une politique de reconquête avec, comme élément emblématique, la construction de Château-Gaillard. Richard en profite également pour mener ses armées vers le sud pour mater des vassaux indisciplinés, notamment le seigneur de Châlus qui avait prêté serment d'allégeance au roi de France pendant la croisade. C'est au cours de ce siège que Richard est blessé ; il meurt le 6 avril 1199.
Jean sans Terre peut alors ceindre la couronne d’Angleterre. Il renforce les défenses du château pour résister à la pression de son rival, le roi de France. Il fait notamment fortifier le fort Saint-Georges qui devient un poste avancé protégeant le château principal depuis la route de Tours. Dès 1200, Jean sans Terre qui a conscience de l’importance stratégique de Chinon, prépare le château à la guerre ; les travaux de fortifications sont menés par l’ingénieur Urri. Tours et remparts sont créés et renforcés, l’extrémité occidentale du promontoire est isolée par une douve et devient le fort du Coudray.

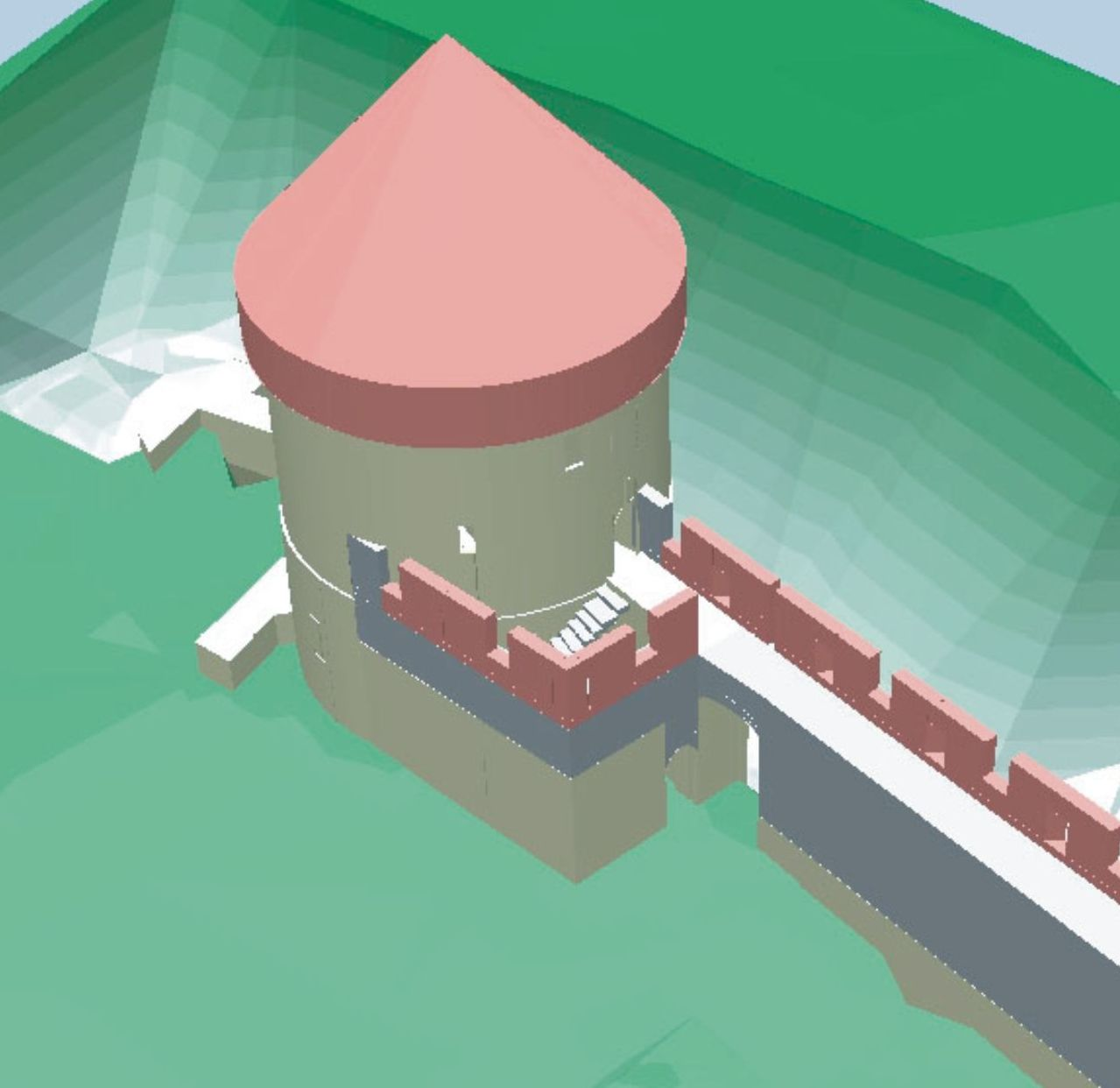
Le donjon philippien, la clef de voûte du système défensif.

Peu de temps après, Jean sans Terre organise le rapt d'Isabelle d'Angoulême, pourtant promise à Hugues IX, seigneur de Lusignan, comte de la Marche, et l'épouse en grande pompe à Chinon. Se faisant l'écho des plaintes de Hugues de Lusignan et tirant parti de sa parenté avec Isabelle d'Angoulême, Philippe Auguste prend prétexte de cet incident pour confisquer les possessions continentales des Plantagenêt. Ainsi, Philippe part en guerre contre Jean. À l’automne 1204, les armées du roi de France mettent le siège devant la forteresse. Philippe Auguste s'empare de la place, qui passaient pour imprenable, le 23 juin 1205, après un siège de neuf mois.

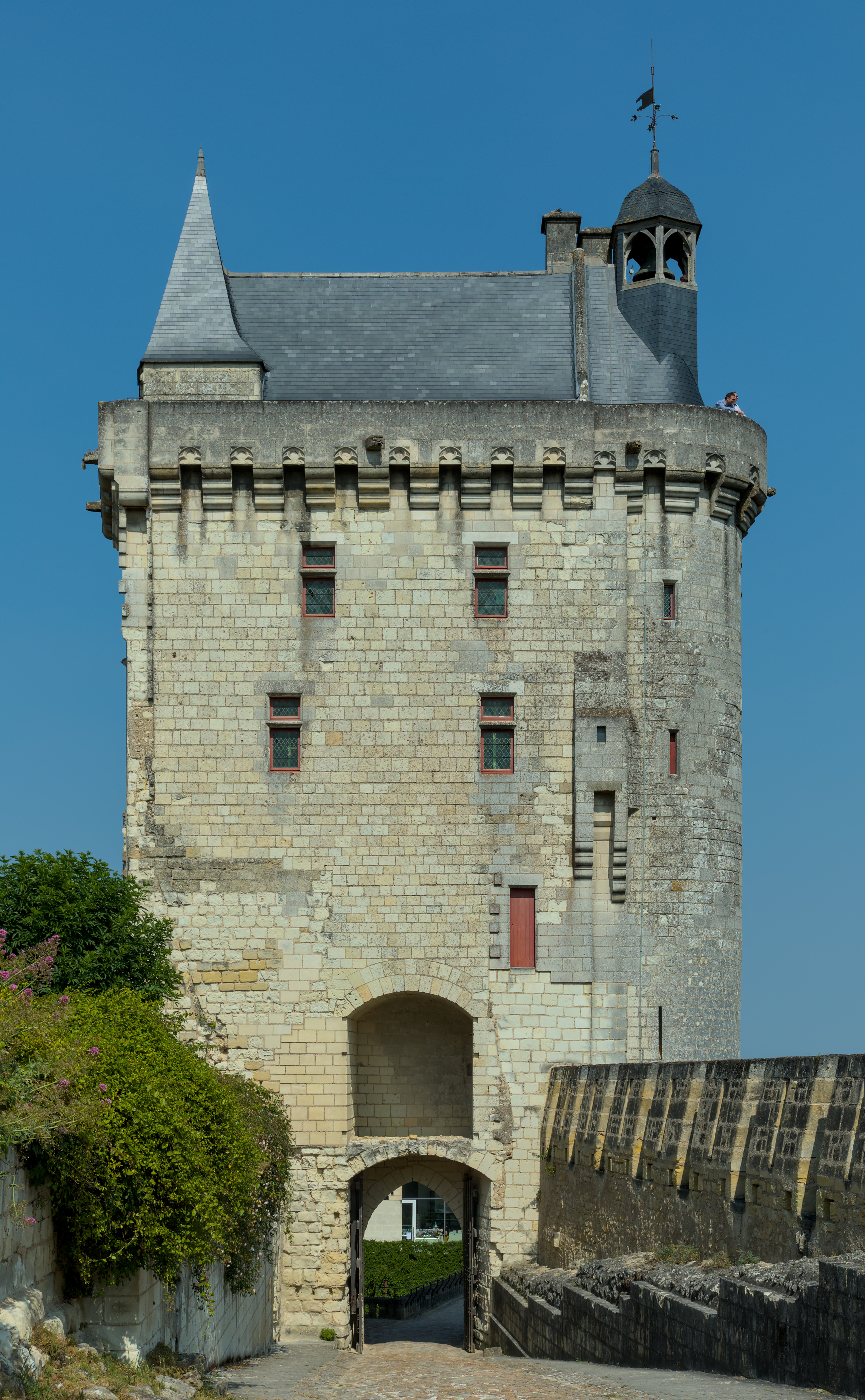
Tour de l'Horloge qui abrite dans son campanile la Marie-Javelle, une cloche fondue en 1399.

Au lendemain de sa victoire, Philippe Auguste décide d'accroître les capacités défensives de la forteresse. De fait, elle est aux portes du Poitou, lequel est encore sous domination Plantagenêt ! À l’instar des autres châteaux du royaume, il y applique l’architecture normalisée qui est sa marque. L'extrémité orientale est dissociée du plateau central par le creusement d'un profond fossé, dominé par une nouvelle tour, le donjon philippien du Coudray. Par ailleurs, les remparts sont renforcés par trois tours de flanquement circulaires renfermant des voûtes en ogives (Boissy, L'Echaugette, des Chiens). Elles sont munies d’archères ménagées dans l’épaisseur totale du mur (contrairement aux archères à niches Plantagenêt).
Un soin particulier est porté aux accès. L’entrée principale du château est rendue monumentale par la construction de la porte des Champs, entre le château du Milieu et le fort Saint-Georges. Il s’agit d’un véritable châtelet d’entrée défendu par deux grosses tours circulaires, muni d’une herse et précédé d’un pont-levis. Le donjon du Coudray est aussi l’élément d’un châtelet d’entrée du même type, mais à une seule tour. La tour-porte de l’Horloge est remaniée pour accueillir une herse. Enfin, deux poternes sont aménagées : l’une est reliée par un souterrain au donjon du Coudray, l’autre s’ouvre dans le rempart nord et débouche dans la douve qui sépare le fort du Coudray du château du Milieu.

### Un épisode templier à la forteresse de Chinon
Entre le 18 et le 20 août 1308, le château de Chinon est le théâtre d’un événement important de l’histoire de l’ordre du Temple. Cet épisode s’inscrit dans le cadre d’une lutte de pouvoir entre le roi de France Philippe le Bel (1268-1314) et le pape Clément V. Dans le but de confisquer l'or des Templiers, le roi charge Guillaume de Nogaret de collecter des témoignages ayant trait aux déviances de l'ordre. S'ensuit un procès où la torture a tôt fait d'arracher des aveux qui vont bien au-delà des accusations initiales. Les Templiers admettent ainsi avoir craché sur la croix, succombé au péché de fornication, etc.. Afin de mener son procès comme il l'entend, le roi s'ingénie à maintenir le pape à l'écart.
Plusieurs mois après avoir ordonné l’arrestation de tous ses membres, Philippe le Bel accepte d’envoyer soixante-quinze templiers devant le pape à Poitiers. Mais, en cours de route, le roi fait retenir au château de Chinon les quatre dignitaires de l’ordre, dont le grand maître Jacques de Molay, dans le but de faire échouer toute tentative d’absolution par le souverain pontife.
Le pape décide alors d’envoyer au château de Chinon trois cardinaux chargés d’interroger les dignitaires afin de les réintégrer au sein de l’église catholique. Cette entrevue a fait l’objet d’un compte-rendu, dont l’original est resté secret jusqu’en 2001. Le parchemin de Chinon est l’acte authentique qui résulte de cette entrevue, et par lequel les dignitaires confessent leurs fautes préalablement à leur absolution. Mais le roi n’a pas tenu compte de ce repentir et finit par les faire condamner au bûcher.

### Les grands travaux deLouisIerd’Anjou jusqu'auXVesiècle

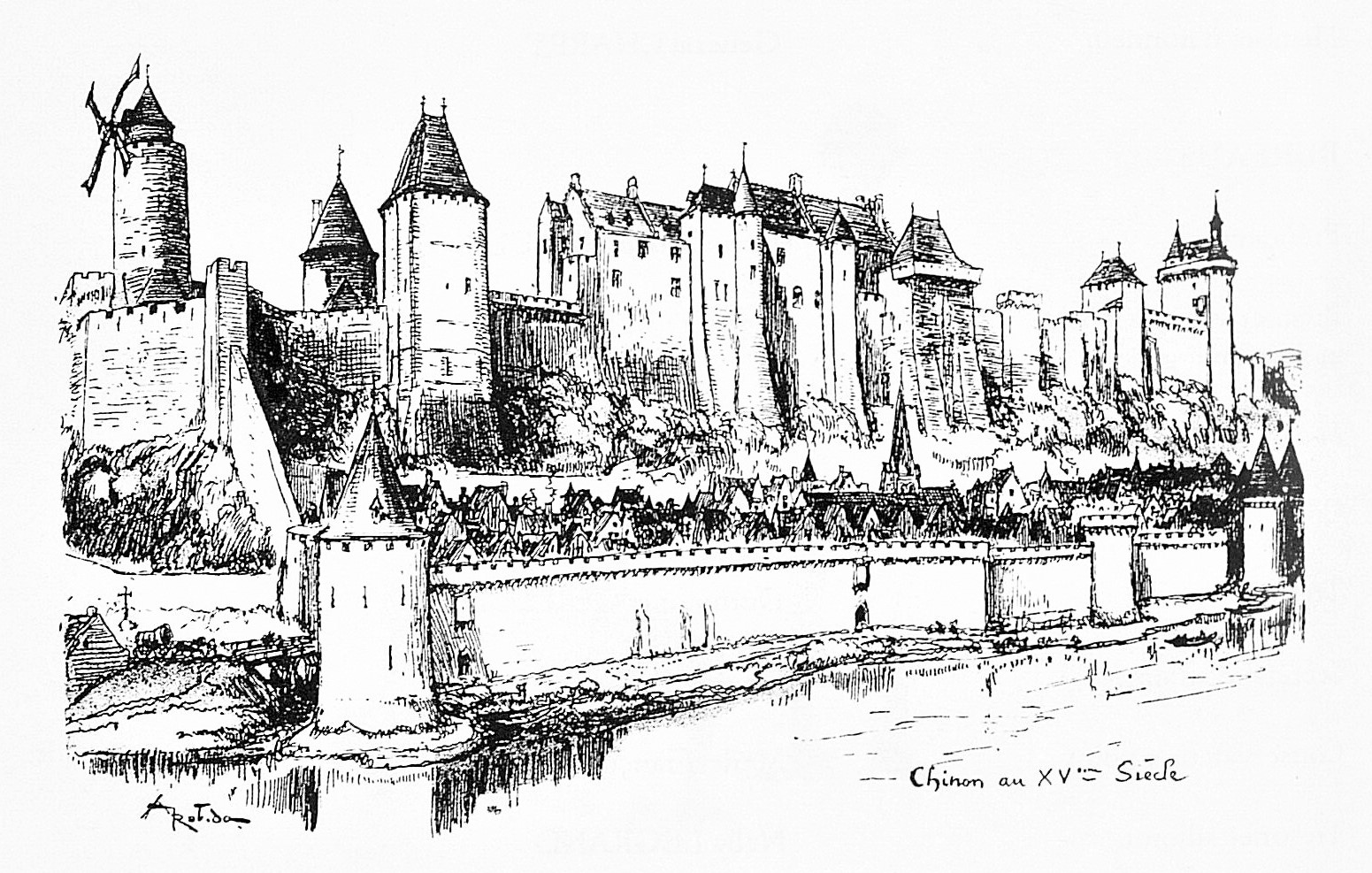
Château de Chinon au XVe siècle, dessin d'Albert Robida (1890).

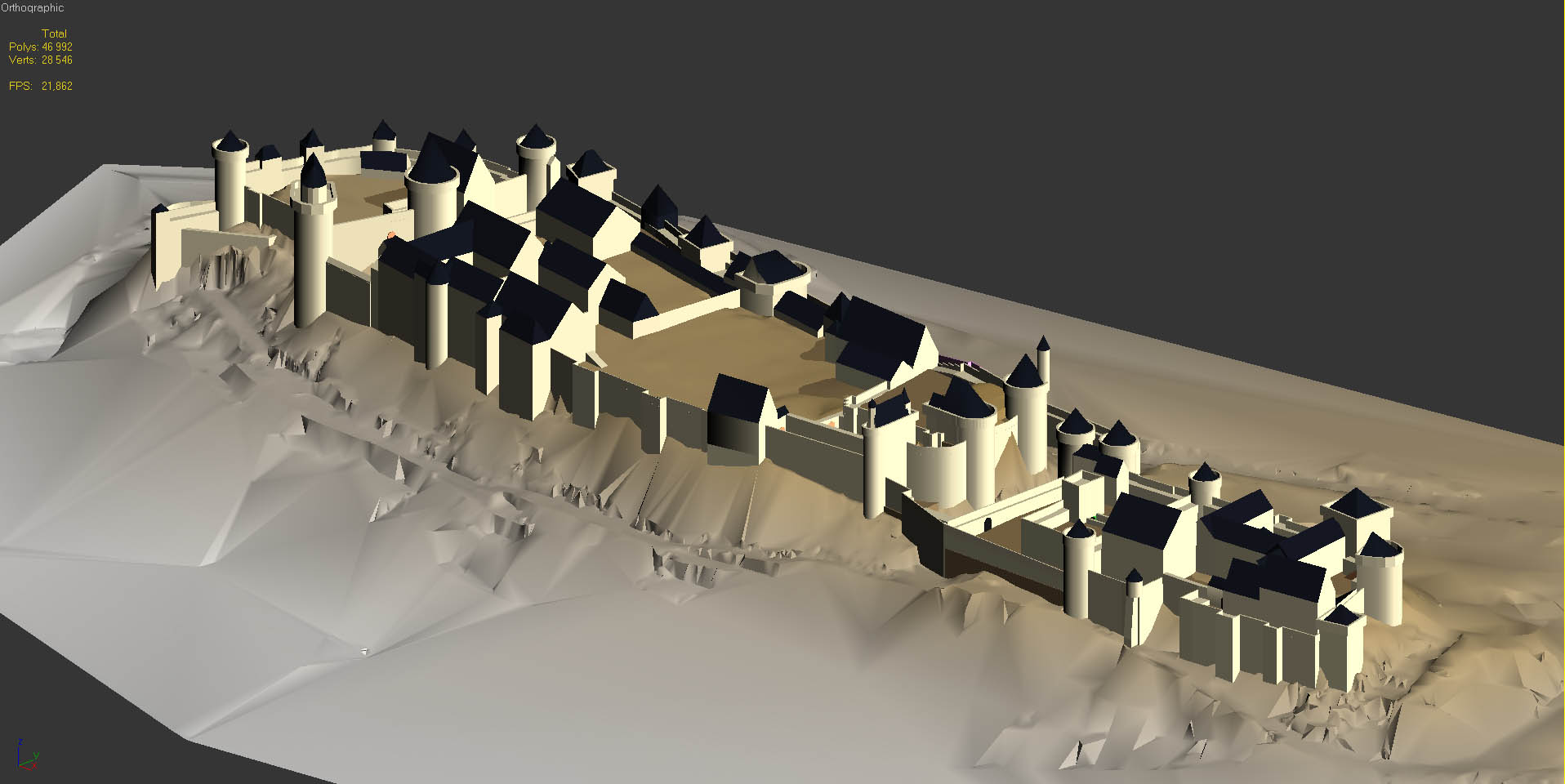
Reconstitution en 3D de la forteresse royale de Chinon au XVe siècle.

Vers 1370, le duc Louis Ier d’Anjou entreprend la reconstruction des logis. De cet ensemble, il ne nous reste plus que l’aile sud, qui abritait un auditoire à son extrémité (est). On y rendait la justice dans une très grande salle située à l’étage, tandis que les quatre pièces chauffées du rez-de-chaussée servaient de bureau.
Au temps de Charles VII, l’ensemble adopte sa configuration définitive : trois ailes autour d’une cour. Un des bâtiments du prieuré Saint-Melaine, qui se trouvait en vis-à-vis du logis, est transformé en salle de jeu de paume, sport aristocratique très à la mode à cette époque. Le bâtiment perpendiculaire qui bordait la douve du Coudray comportait un porche permettant de passer du château du Milieu au fort du Coudray. L’auditoire est réaménagé en grand-salle du château, plus connue sous le nom de « salle de la Reconnaissance » qui ferme l'enfilade à l’est. Démolie en 1699 sur l'ordre du duc de Richelieu, il n'en subsistent que le tablier de la cheminée et les soubassements.
Le reste de l’aile sud était occupé par les appartements de Charles VII et son épouse Marie d'Anjou, logés au premier étage. Ils se composent d'une chambre de parement, d'une chambre à coucher, de cabinets et lieux d’aisance. Les pièces de service et la salle à manger sont au rez-de-chaussée. La reine, principale occupante pendant plus de vingt-cinq ans (1435-1461), est à l'origine de nombreux aménagements. En 1454 les aménagements ne sont pas encore terminés, mais un document comptable permet d'en connaître les dispositions et certains décors.

### Jeanne d’Arc à Chinon

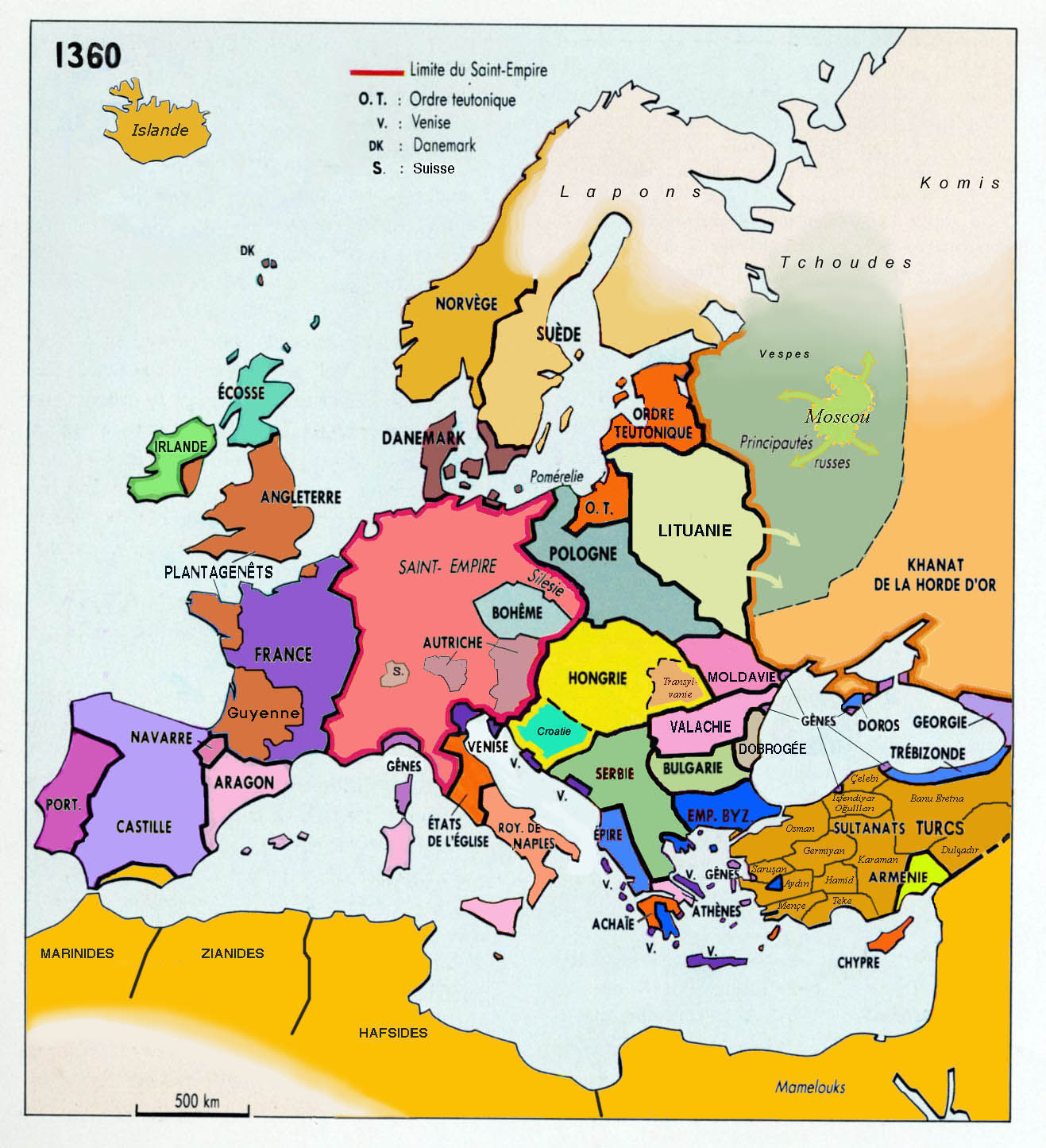
Le château joue un rôle capital durant la guerre de Cent Ans en servant de base d'opérations aux armées royales françaises alors que le territoire est coupé en deux politiquement et économiquement. En 1427, Charles VII décide d'en faire le centre politique de la France non occupée.

Profitant de la lutte sans merci que se livrent Armagnacs et Bourguignons, les Anglais, menés par Henri V, s'enhardissent. Ils ont tôt fait de remporter des victoires décisives, notamment à Azincourt (le 25 octobre 1415). S'ensuit un traité humiliant dans lequel Charles VI reconnaît Henri V comme son successeur, au détriment de son propre fils, le dauphin Charles.
Les Anglais s’emparent de Paris en 1419, forçant le dauphin Charles (futur Charles VII) à s’exiler à Bourges. Par le traité de Troyes, signé en mai 1420, les parents de Charles VII, sous influence anglo-bourguignonne, déshéritent leur fils au profit d’Henri V d'Angleterre, qui revendique l’héritage Plantagenêt. Le Dauphin n’accepte pas ce traité et se fait proclamer roi de France sans avoir pu être sacré à Reims, située en terre anglo-bourguignonne. Son royaume, le royaume de Bourges, correspond approximativement à la France du sud de la Loire. Il y mène une vie itinérante entre ses différents châteaux : Chinon, Tours, Loches et Amboise. Chinon fait alors office de résidence estivale. Après avoir célébré son mariage avec Marie d’Anjou à Bourges en 1422, la cour de Charles VII s’installe au château de Chinon en 1427. La princesse Radegonde, fille aînée du roi, y naît en août 1428. C'est dans ce contexte que l'abondante propagande royale diffusée par l'entourage de Charles VII, met l'accent sur l'intervention de la Pucelle, entre février et septembre 1429, en faveur du « roi de Bourges » (comme l'appellent ironiquement ses ennemis), pour lui assurer sa légitimité et le convaincre de se faire sacrer à Reims,.
La Pucelle et son escorte armée fournie par Robert de Baudricourt arrivent à Chinon vers le 23 février 1429 au terme d’une chevauchée de quelque 470 kilomètres, effectuée en onze jours depuis Vaucouleurs, en plein territoire ennemi bourguignon mais relativement épargné par le conflit. Cette rencontre célèbre est généralement décrite comme une scène mythique et miraculeuse, la Reconnaissance. Il n’en est rien, car il y eut, non pas une, mais deux entrevues à Chinon. La première se déroule le 25 février 1429, deux jours après son arrivée. Elle est menée jusqu’à la chambre du roi où celui-ci la reçoit en petit comité. Au château, elle est logée dans le donjon du Coudray. Sa virginité est vérifiée par une assemblée de femmes présidée par la reine de Sicile, Yolande d'Aragon, puis Charles VII l’envoie à Poitiers pour que ses conseillers et docteurs en théologie puissent juger de sa bonne foi.
À son retour, Jeanne est à nouveau reçue par le roi dans sa chambre, entre le 27 mars et le 5 avril 1429. Cette seconde audience dite « du signe », prend l’aspect officiel et public que l’on attribue généralement à la première. Elle marque la fin de l’enquête de Poitiers et tient lieu de présentation officielle de Jeanne. Jeanne apporte alors au roi une couronne en or qui était le signe matériel de sa promesse de mener le roi au sacre, puis elle se retire dans la chapelle voisine.
Cet épisode qui s'est déroulé dans l'enceinte de la forteresse marque un tournant décisif pour la guerre de Cent Ans. Grâce à l'élection divine de Jeanne, réelle ou fabriquée de toutes pièces, le prince parvient à rassembler ses partisans derrière son étendard afin qu'ils reprennent confiance. Par la suite, c’est principalement la reine Marie d’Anjou qui vivra au château de Chinon entourée de sa cour.
| |
| En 1429, le royaume de France est divisé en trois parties : le duché de Bourgogne, les possessions anglaises des Plantagenêt (le roi d'Angleterre Henri VI étant aussi « roi de Paris ») et le royaume résiduel de Charles VII, « roi de Bourges ». |

|                                                                             |
| L'entrevue de Chinon, vitrail de l'église Sainte-Jeanne-d'Arc de Lunéville. |

| |
| Les logis royaux regroupent un ensemble de trois bâtiments contigus situés en enfilade le long du rempart sud du château du Milieu : les « petits combles », les « grands combles » et une pièce identifiée, selon une tradition qui remonte au moins au XVIIe siècle, à la « salle de la Reconnaissance ». |

### Déclin à partir duXVIIesiècle
Dépourvue ensuite de rôle stratégique et abandonnée au profit de châteaux plus modernes, la forteresse est la propriété des ducs de Richelieu de 1631 à 1789, lesquels ont annexé la ville à leur duché-pairie et demandent en vain la démolition du château, ne voulant pas que cette place forte tombe aux mains des protestants ou des Grands,. Il tombe peu à peu en ruines. Des inventaires du début du XVIIe siècle le décrivent dans un état de délabrement complet. La chapelle saint-Georges est détruite en 1763. L'ensemble est vendu comme bien national à la Révolution et loti entre divers particuliers. Ils occupent les ruines, construisent des maisons au pied des remparts et creusent des caves dans le coteau. En 1808, deux décrets impériaux concèdent gracieusement la forteresse au Conseil d'arrondissement (l'actuel Conseil départemental), à charge pour lui de le démolir et d'employer les matériaux à la construction d'un pont provisoire.
À partir de 1824, malgré la dangerosité du site, le parc du château est aménagé en promenade publique. Le circuit est agrémenté d’une pépinière de mûriers, un parterre est installé à l’emplacement de la grande salle des logis en ruine.
En 1840, bien qu'elle soit à l'abandon, la forteresse est classée monument historique, mais les ruines restent dangereuses, et en 1854 la municipalité demande la démolition des bâtiments. L’intervention de Prosper Mérimée sera décisive et marquera le début de la restauration de la forteresse de Chinon. En 1926, les terrains attenants sont également classés.

### Époque contemporaine

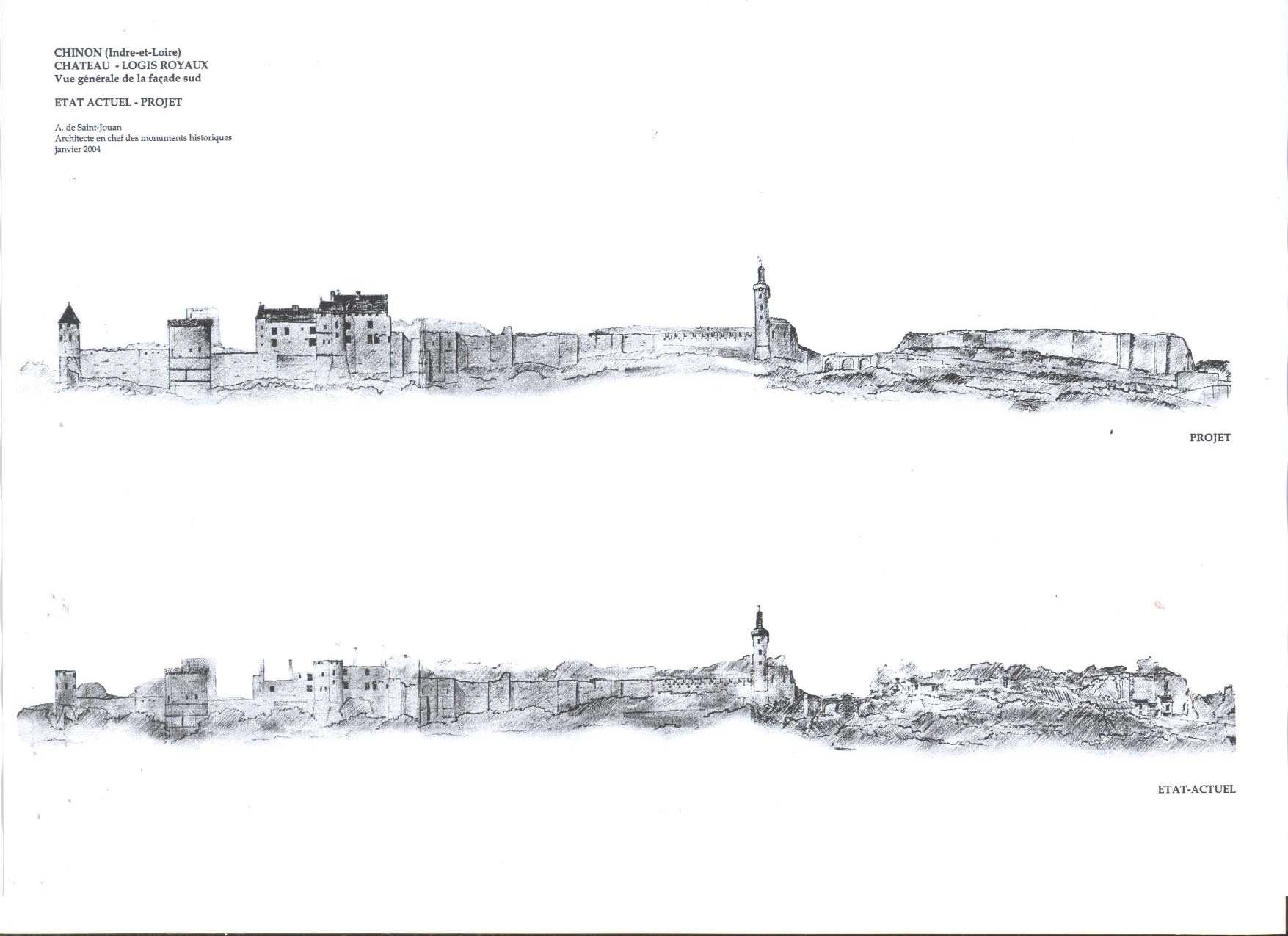
Projet de restauration en 2004.

Pour préserver et valoriser ce patrimoine, le département engage en 2003 un programme de restauration qui viser à restituer la compréhension historique, architecturale et artistique du site. Pour y parvenir, la démarche mise sur la complémentarité de la restauration et de la création contemporaine. Entre 2005 et 2006, le rempart sud du fort Saint-Georges est restauré. Entre 2006 et 2007 c’est la tour du rempart oriental, côté château du Milieu. L'année 2007 marque aussi le début des travaux de restauration sur le donjon du Coudray.

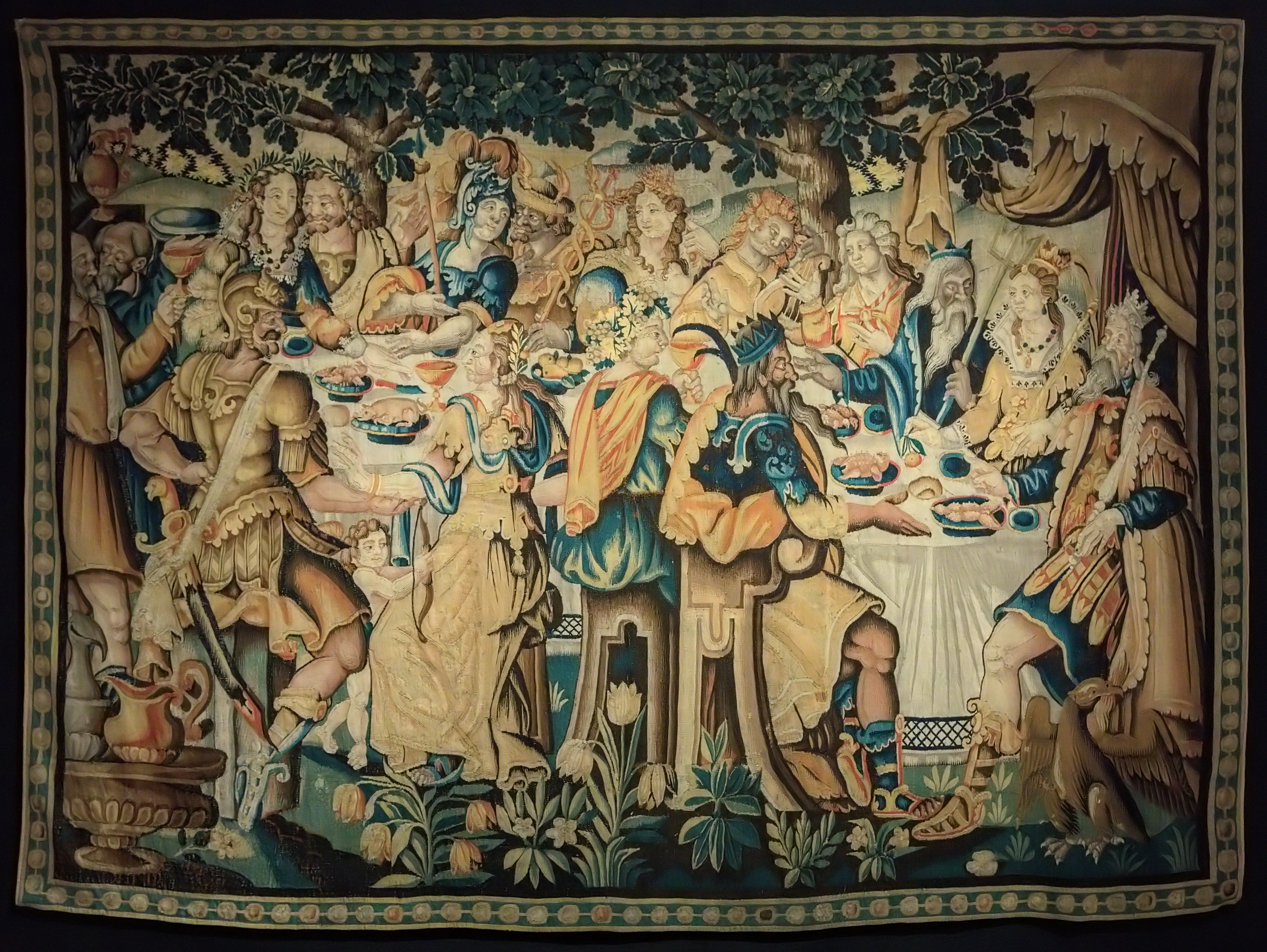
Le Sacre de Charles VII, une tapisserie d'Aubusson exposée dans les logis royaux qui servent aujourd'hui de musée.

Concernant les logis royaux, il ne s'agit pas de procéder à une restitution à l'identique. Le choix retenu consiste plutôt à reconstruire un logis royal mettant en valeur les procédés de construction de la fin du Moyen Âge. Le point fort du projet réside dans la réfection de la toiture, disparue depuis le XIXe siècle les grands et petits combles. La grande salle ou salle de la Reconnaissance, qui est complètement détruite est laissée en l'état. Sur les grands combles et les petits combles, les pignons sont complétés par des tailleurs de pierres afin de restituer les pentes d’origine des toitures et recevoir de nouvelles charpentes. Il s’agit de reproductions de charpentes inspirées par les modèles du XVe siècle. La charpente de la chambre du roi (petit comble) a fait l’objet d’un soin particulier et s’orne de poinçons sculptés.
Avec 130 000 visiteurs en 2017, la forteresse est le monument du conseil départemental d'Indre-et-Loire qui attire le plus de monde devant la Cité royale de Loches et ses 90 000 visiteurs annuels.
Depuis avril 2019, la forteresse propose aux visiteurs un dispositif multilingue de réalité augmentée sur tablette numérique créé par la société Histovery, spécialisée dans la valorisation du patrimoine grâce aux nouvelles technologies.

## Lieu de tournage
En 2015, une équipe de l'émission Secrets d'Histoire a tourné plusieurs séquences au château dans le cadre deux numéros :
- un numéro consacré à Aliénor d'Aquitaine, intitulé Aliénor d'Aquitaine, une rebelle au Moyen Âge diffusé le 11 août 2015 sur France 2[39] ;
- un numéro consacré à Jeanne d'Arc, intitulé Jeanne d'Arc, au nom de Dieu diffusé le 22 septembre 2015 sur France 2[40].

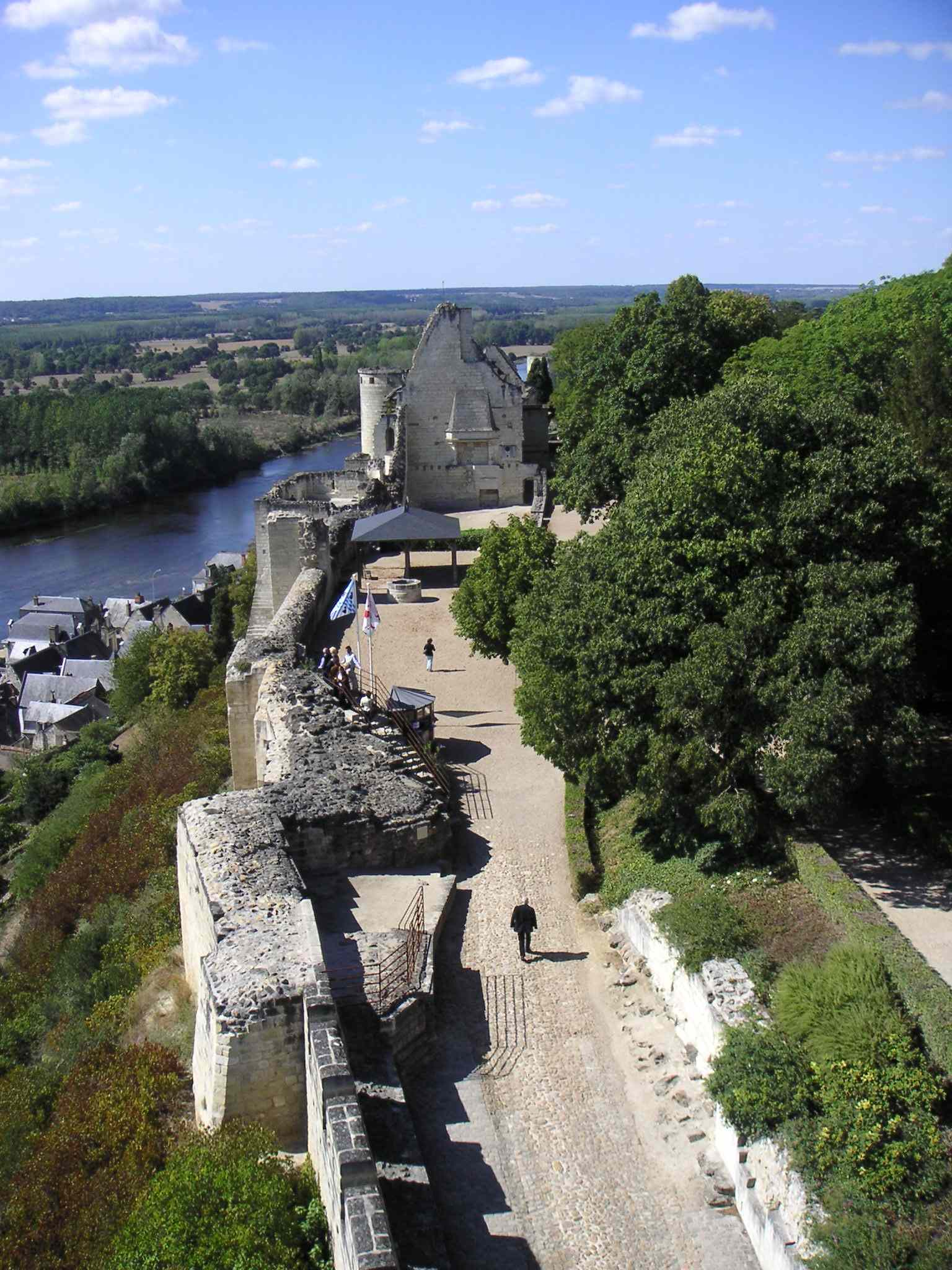
Logis royaux vus depuis la tour de l'Horloge.
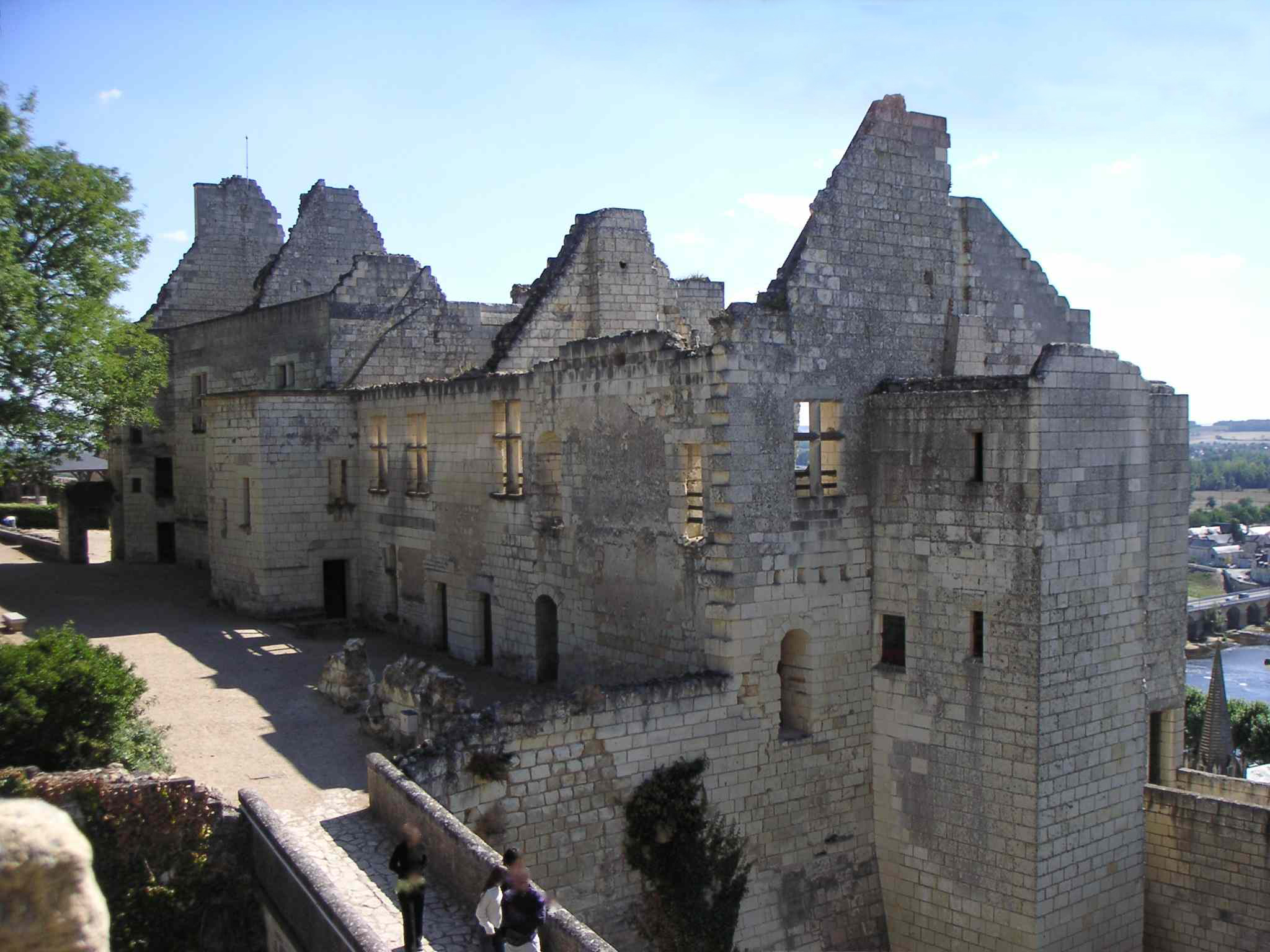
Logis royaux (avant la restauration) vus depuis le donjon.
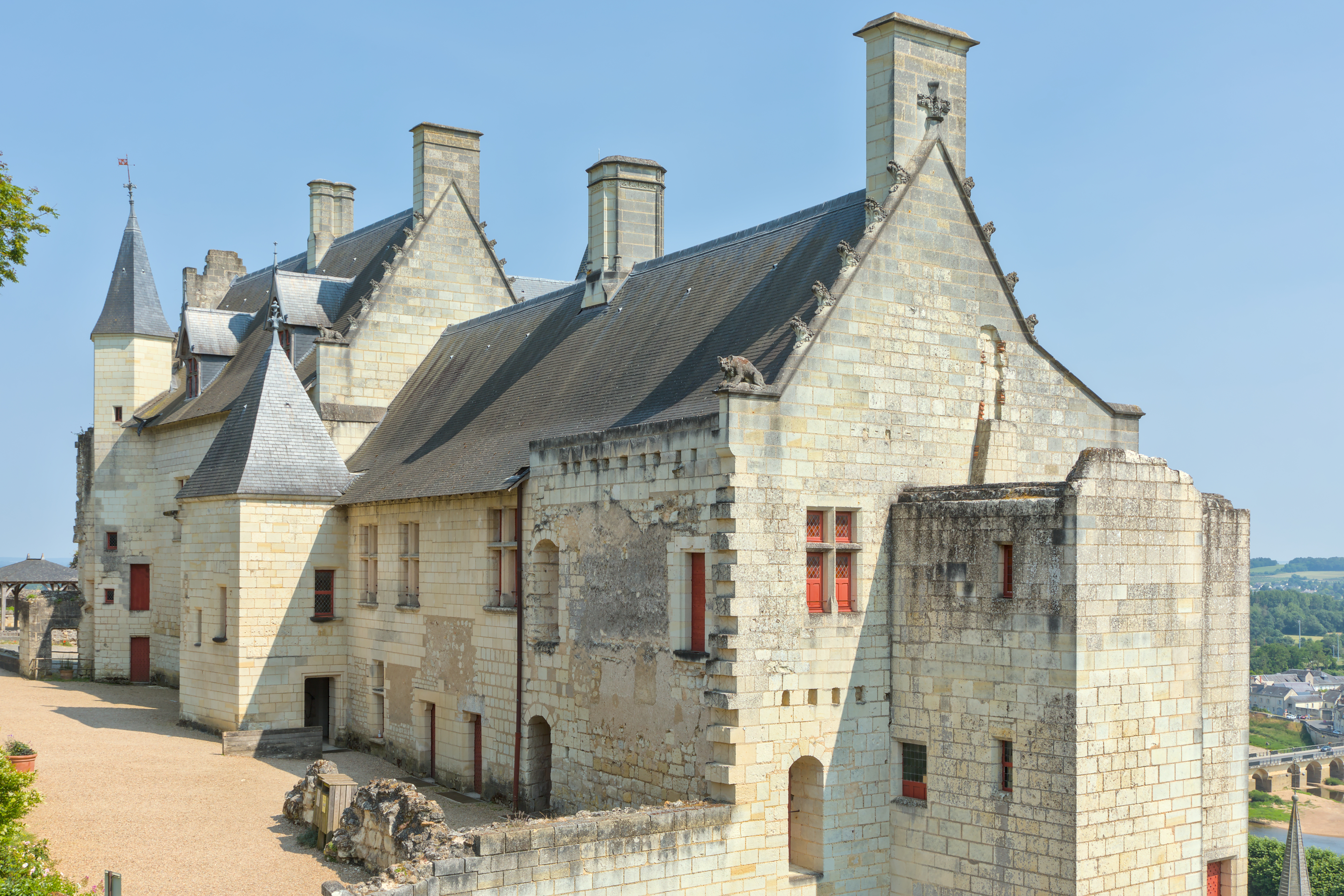
Logis royaux (après restauration).
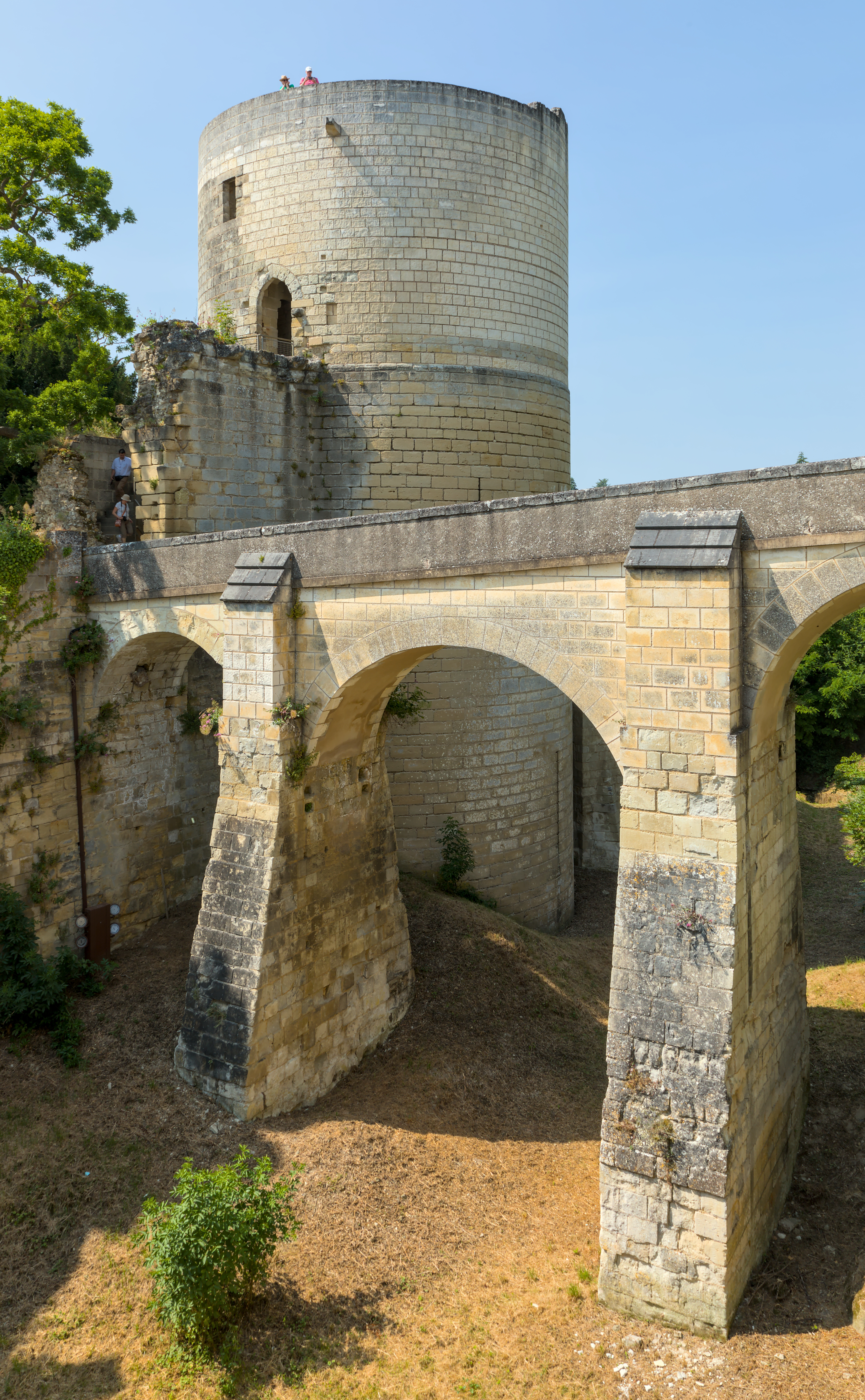
Le donjon du Coudray, et le pont reliant le fort du Coudray au château du Milieu.
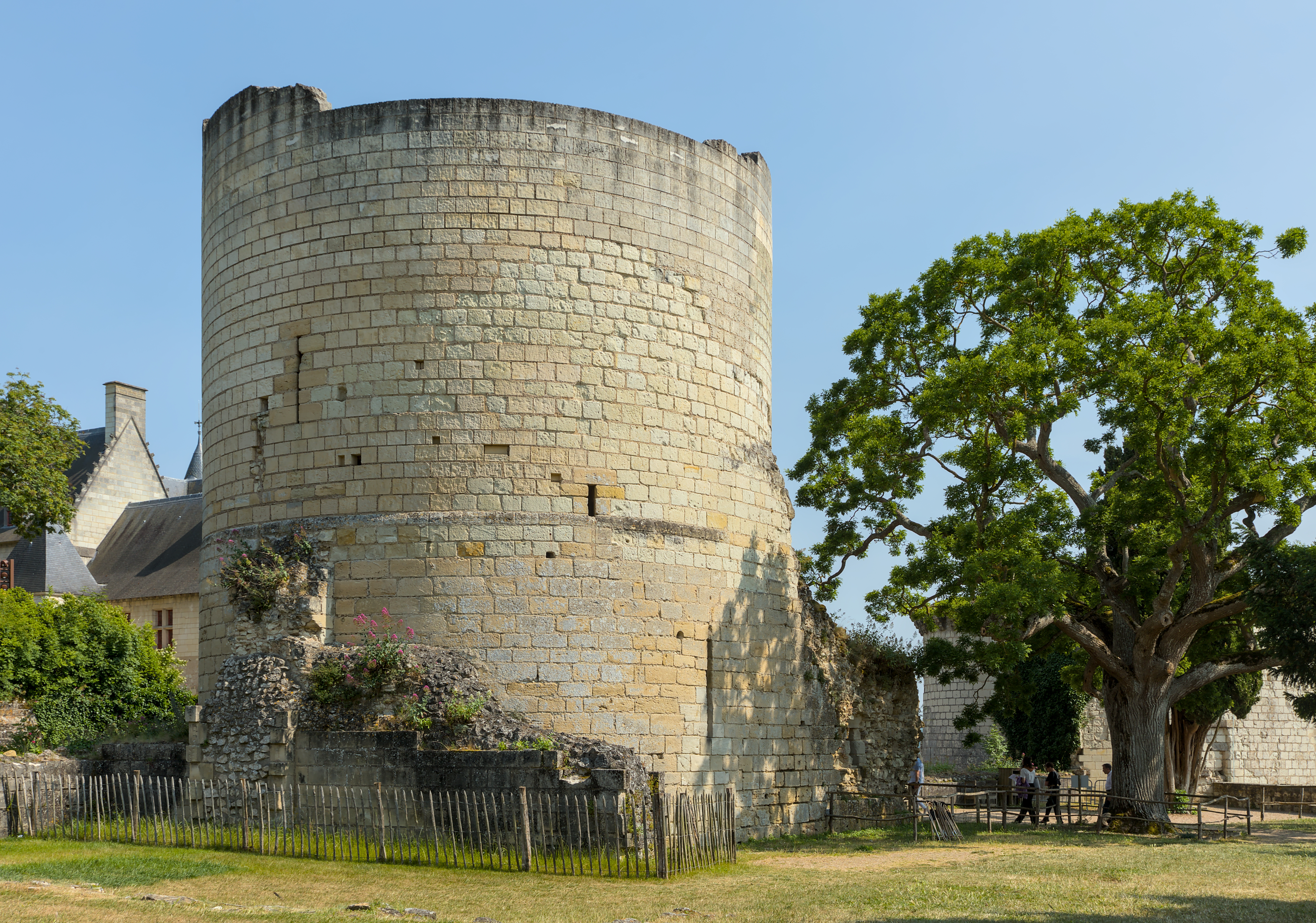
Le donjon du Coudray.